# Мойондзи (округ)
Мойондзи (фр. Mouyondzi) — округ в Республике Конго, входит в состав департамента Буэнза. Население на 28 апреля 2007 года — 36 815 человек. Центр — город Мойондзи. Бо́льшая часть населения относится к народу беембе.